# 松江ジャンクション
松江ジャンクション（まつえジャンクション）は、島根県松江市にある山陰自動車道及び松江だんだん道路を結ぶジャンクションである。

## 歴史
- 1993年3月11日 : 山陰自動車道・矢田IC - 松江東IC間開通
- 2012年3月24日 : 松江だんだん道路・西尾IC - 松江JCT間開通に伴い供用開始[1]

## 道路
- E9 山陰自動車道（国道9号松江道路）
- 松江だんだん道路（国道485号境港出雲道路）

## 隣
E9 山陰自動車道（松江道路）
(23)矢田IC - (23-1)松江JCT - (24)松江東IC
松江だんだん道路
(2)西尾IC - (1)津田IC（西尾・川津方面側出入口のみ） - (23-1)松江JCT